# Martino I di Sicilia
Martino I di Sicilia, detto Martino il Giovane o Martino d'Aragona (in siciliano Martinu, in catalano Martí; Barcellona, 1374 circa – Cagliari, 25 luglio 1409), è stato re consorte di Sicilia (o di Trinacria) dal 1392 al 1401 e re di Sicilia dal 1401 al 1409.

## Biografia
Figlio primogenito del re di Aragona, di Valencia, di Maiorca, di Sardegna e di Corsica e conte di Barcellona e delle altre contee catalane Martino I il Vecchio (1356-1410), e della sua prima moglie Maria de Luna, figlia del conte de Luna e signore di Segorbe, don Lope de Luna, e di Brianda d'Agaout.

### Re di Sicilia
Tra il 1389 e il 1392 (1389 o 1390 o 1392), grazie a una congiura Martino sposò Maria di Sicilia, regina titolare del regno di Sicilia in quanto figlia di Federico il Semplice. L'unione, frutto del rapimento di Maria da parte di Guglielmo Raimondo III Moncada e con la segreta approvazione di Pietro IV (affinché Maria non fosse unita in matrimonio col duca di Milano, Giangaleazzo Visconti, con cui erano stati avviati degli accordi), era fortemente osteggiata da Artale II Alagona, Manfredi Chiaramonte e da diversi baroni siciliani che, con l'appoggio di papa Bonifacio IX, riuscirono a far dichiarare nullo il suo matrimonio, in quanto Martino e Maria erano cugini (Maria era cugina prima del padre di Martino, Martino il Vecchio). L'unico disposto a concedere la necessaria dispensa per il matrimonio fu l'Antipapa Clemente VII, che celebrò il matrimonio.
Nel 1392 Martino sbarcò in Sicilia per prendere possesso dell'isola e fu incoronato insieme a Maria nella cattedrale di Palermo. Molti dei signori che gli si erano opposti prestando il giuramento di Castronovo fecero atto di sottomissione, e i Chiaramonte si ritrovarono insieme ai soli Alagona a fronteggiare l'esercito catalano di Bernat (o Bernardo) Cabrera. Andrea Chiaramonte (discendente di Manfredi), sconfitto e tradito, fu catturato e condannato alla pena capitale. Fu giustiziato per decapitazione il 1º giugno 1392 a Palermo davanti al palazzo Chiaramonte-Steri. Con lui la famiglia Chiaramonte si estinse: i beni furono confiscati e divisi tra Guglielmo Raimondo Moncada e il Cabrera. Dopo le prime sollevazioni, il re di Aragona, Giovanni I, inviò il padre di Martino, Martino il Vecchio, suo fratello, in aiuto del nipote. L'arrivo in Sicilia del re Martino il Vecchio portò alla conquista di Trapani e Palermo, ma non alla definitiva sconfitta degli oppositori locali che avrebbero resistito sino al 1398, anno in cui ritornò la pace, e i sovrani Maria e Martino il Giovane poterono governare nuovamente sull'intera isola. Solo dopo la morte della regina, Martino poté amministrare da solo la Sicilia..
Gli Alagona risposero all'intervento di Martino con la sollevazione dei centri sotto la loro signoria, fra cui Piazza Armerina, Lentini, Paternò, Catania e il territorio di Aci. Si narra che Martino assediò per più tempo Artale nel Castello di Aci, cercando anche di dissuaderlo con allettanti promesse, ma senza riuscire ad averne ragione. Martino allora propose ad Artale la signoria su Malta, in cambio della sua fedeltà. Artale, che era molto accorto, avrebbe accettato, senza però consegnare il castello di Aci. Così Martino, che iniziava a vedere il proprio prestigio offuscato dal nobile siciliano, approfittò dell'assenza di Artale, che si era recato a Malta, per espugnare la fortezza acese e dichiararla bene demaniale (1396). Si narra che il re di Sicilia riuscì nell'impresa guastando il sistema di approvvigionamento idrico del castello (una serie di cisterne). Artale, che tentò invano di raggiungere con la propria flotta il castello, subirà l'arresto della moglie e del figlio, la confisca totale dei beni, l'annullamento di buona parte dei privilegi di cui aveva usufruito, e l'esilio a Malta. Anche gli Uberti si opposero, e il rampollo Giovanni, assediato da Martino nel 1396 all'interno del castello di Assoro, perì.
Nel 1396, Martino il Vecchio successe al fratello maggiore Giovanni I (morto senza figli maschi viventi) sul trono di Aragona. Al momento della successione Martino si trovava in Sicilia a causa della rivolta ancora in corso, e sua moglie, Maria di Luna, aveva reclamato il trono in suo nome, e aveva agito quale sua rappresentante, in attesa del suo ritorno. Martino il Vecchio poté fare ritorno in Aragona solo nel 1397, quando la Sicilia si stava pacificando.
Martino il Giovane regnò sulla Sicilia assieme a Maria fino alla morte di lei, nel 1401. A quell'epoca ripudiò il trattato di Avignone e governò la Sicilia da solo.

### Matrimonio con Bianca di Navarra

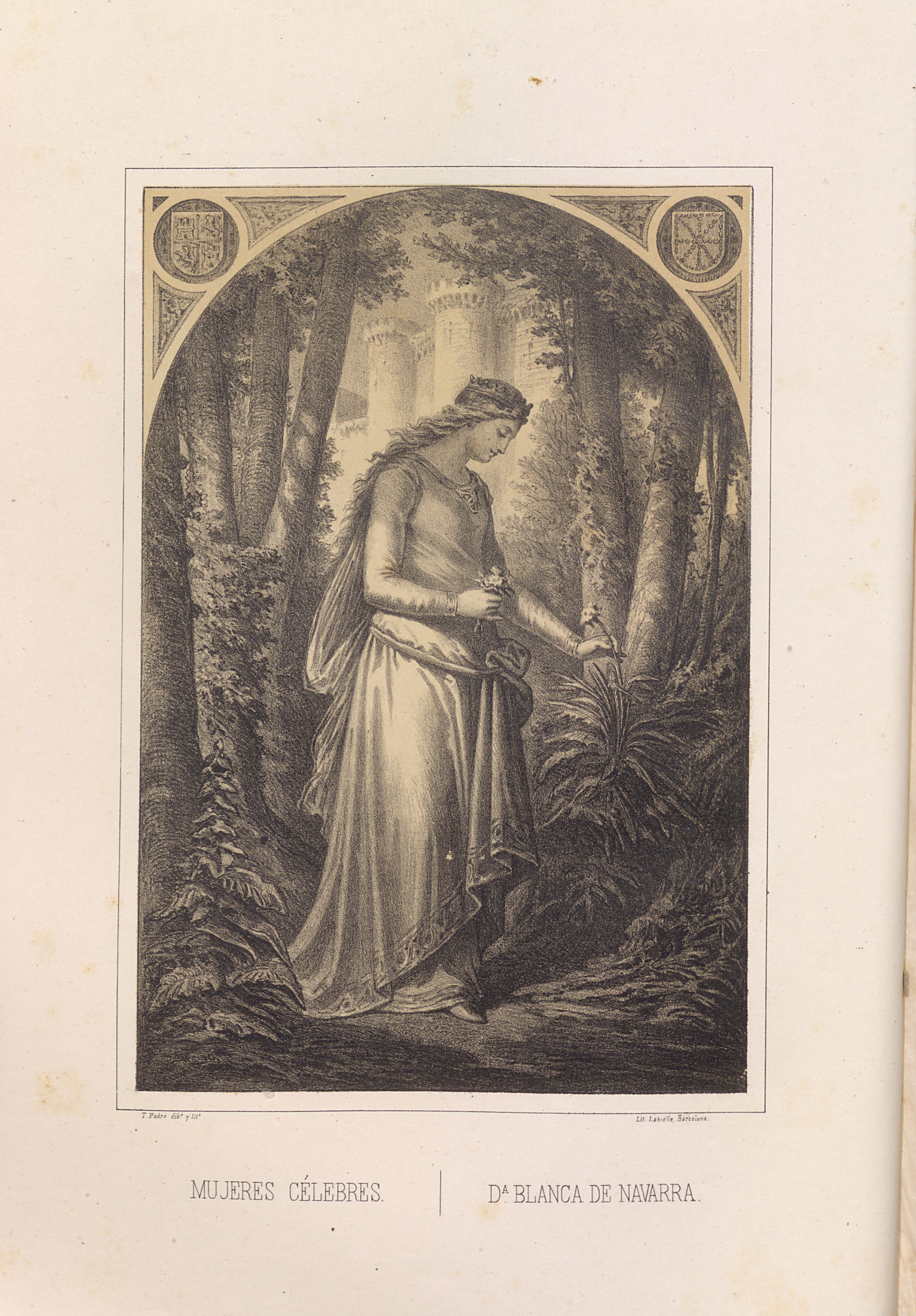
Ritratto ottocentesco di Bianca di Navarra, seconda moglie di Martino

Dopo la morte di Maria, Martino fu riconosciuto re di Sicilia, senza incontrare particolari resistenze.
Nel 1401 si fidanzò con Giovanna, la figlia primogenita del re di Navarra, Carlo III, e di Eleonora di Trastamara, figlia di Enrico II di Castiglia; non si arrivò al matrimonio, ma Martino poi sposò in seconde nozze il 21 maggio 1402 a Catania, per procura, la sorella minore di Giovanna, Bianca di Navarra, che, dopo la morte di Giovanna, divenne l'erede della famiglia Évreux e dopo regina di Navarra. Il matrimonio fu poi celebrato di persona il 26 dicembre di quello stesso anno.
In seguito alla scomparsa della madre, nel 1406, Martino ereditò i titoli di conte di Luna, signore di Segorbe e Ejérica.

### Morte del re in Sardegna

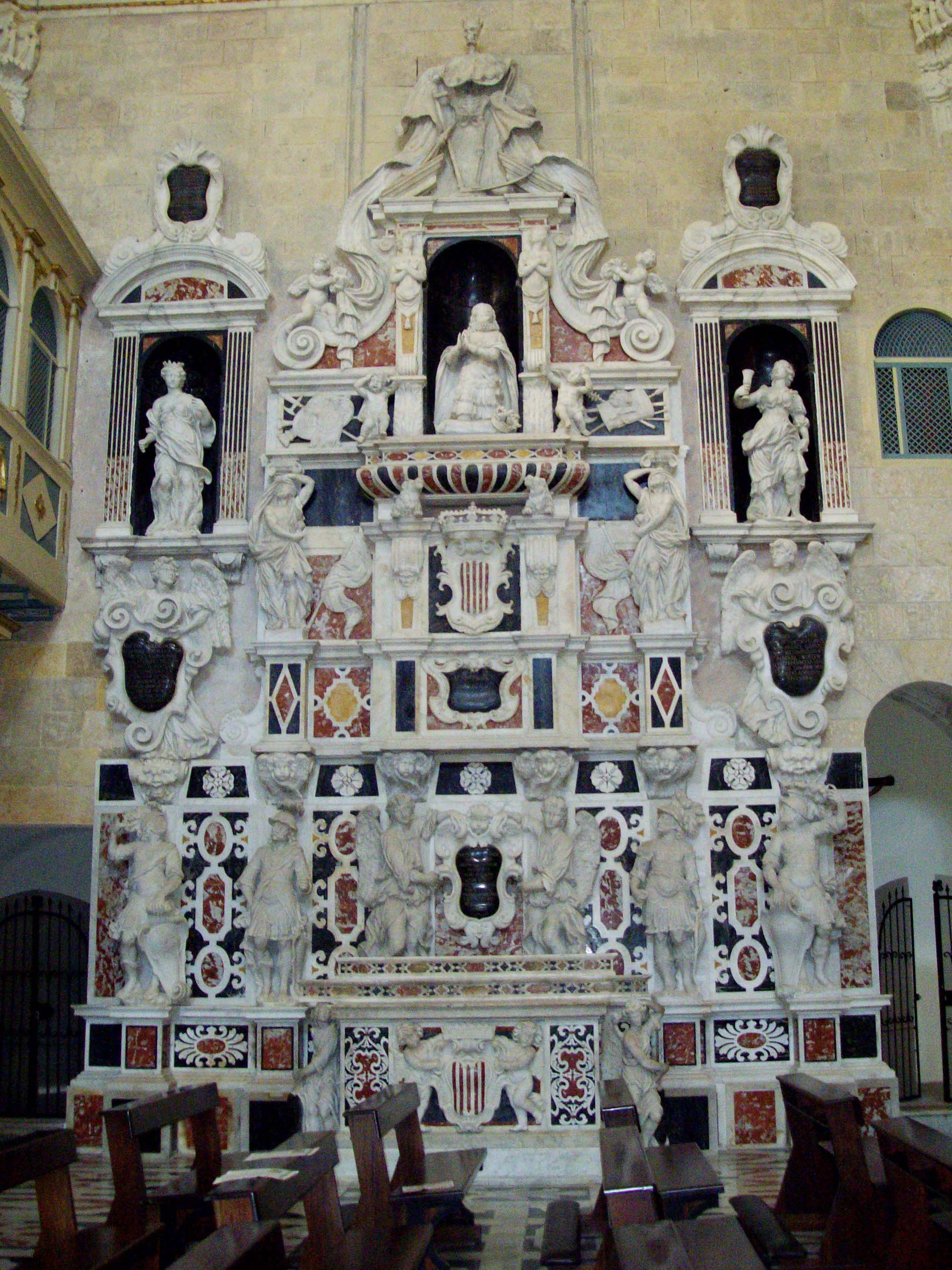
Il mausoleo di Martino nel duomo di Cagliari

Martino il Giovane arrivò in Sardegna nell'ottobre del 1408, con l'incarico da parte del padre Martino il Vecchio di riconquistare alla corona d'Aragona l'isola che, dopo la morte, senza eredi, del giudice di Arborea Mariano V, si trovava in seria crisi di successione; nel mese di dicembre fu chiamato in Sardegna il visconte di Narbona, Guglielmo III, che fu eletto giudice dalla Corona de Logu il 13 gennaio 1409, a Oristano.
Guglielmo marciò verso il cagliaritano, e gli eserciti si scontrarono a Sanluri il 30 giugno 1409, dove Martino vinse la battaglia, e gli alleati del giudice, i genovesi, dovettero lasciare l'isola. Martino il Giovane però contrasse la malaria, e il 25 luglio morì. Lasciò un testamento in cui ricordava i due figli illegittimi con le rispettive madri e la moglie, Bianca (filium nostrum don Fredericum natum ex…Tarsie muliere…Blanca consors nostra…filiam nostrum naturalem…Violanti… Agatuciam matrem dicte Violantis)
 Martino fu sepolto nella cattedrale di Cagliari in un magnifico mausoleo.
Nessuno dei figli nati dai due matrimoni era sopravvissuto all'infanzia, l'unico discendente maschio di Martino fu quindi un figlio illegittimo, Federico di Luna, che il nonno, Martino il Vecchio, cercò di far legittimare per nominarlo suo erede della Corona d'Aragona, senza riuscire a portare a termine l'operazione, e il successivo arbitrato, che è passato alla storia come Compromesso di Caspe, lo escluse dalla successione.
 Dopo la sua morte avvenuta a Cagliari, suo padre Martino il Vecchio divenne re di Sicilia col nome di Martino II. Questa successione, per mancanza di prole dell'anziano sovrano, causò la fine dell'indipendenza del regno di Sicilia dove si insedierà un viceré dipendente dalla Corona d'Aragona.

## Discendenza
Martino ebbe un erede, morto precocemente, da Maria di Sicilia, uno da Bianca e due figli da altrettante amanti:
- da Maria di Sicilia ebbe:
  - Pietro (1398 – 1400)
- da Bianca nacque:
  - Martino.
- dall'amante Agata de Pesce:
  - Violante (?-ca. 1428), che sposò prima Enrico Perez di Guzmán Conte di Niebla e poi Martino di Guzmán, signore di Orgaz
- dall'amante Tarsia Rizzari:
  - Federico di Luna (tra il 1400 e il 1403- Urena, 29 maggio 1438), Conte di Luna, Signore di Segorbe e Ejérica, che sposò Violante Luisa de Mur. Federico fu uno dei cinque pretendenti al trono di Aragona, nel 1410, alla morte del nonno, Martino il Vecchio.

## Ascendenza
|                        |                            |                                    | Genitori                        |  |  | Nonni |  |  | Bisnonni                |  |  | Trisnonni              |  |
|                        |                            |                                    |                                 |  |  |       |  |  | Alfons IV, re d'Aragona |  |  | Jaume II, re d'Aragona |  |
|                        |                            |                                    |                                 |  |  |       |  |  | Alfons IV, re d'Aragona |  |  | Jaume II, re d'Aragona |  |
|                        |                            | Bianca di Napoli                   |                                 |  |  |       |  |  | Alfons IV, re d'Aragona |  |  |                        |  |
| Pere IV, re d'Aragona  |                            |                                    |                                 |  |  |       |  |  | Alfons IV, re d'Aragona |  |  |                        |  |
|                        |                            | Teresa, baronessa d'Entenza        | Gombau, barone d'Entenza        |  |  |       |  |  |                         |  |  |                        |  |
|                        |                            | Teresa, baronessa d'Entenza        | Gombau, barone d'Entenza        |  |  |       |  |  |                         |  |  |                        |  |
|                        |                            | Teresa, baronessa d'Entenza        | Constança, baronessa d'Antillón |  |  |       |  |  |                         |  |  |                        |  |
| Martí I, re d'Aragona  |                            | Teresa, baronessa d'Entenza        |                                 |  |  |       |  |  |                         |  |  |                        |  |
|                        |                            | Pietro II di Sicilia               | Frederic III, re di Sicilia     |  |  |       |  |  |                         |  |  |                        |  |
|                        |                            | Pietro II di Sicilia               | Frederic III, re di Sicilia     |  |  |       |  |  |                         |  |  |                        |  |
|                        |                            | Pietro II di Sicilia               | Eleonora d'Angiò                |  |  |       |  |  |                         |  |  |                        |  |
| Eleonora di Sicilia    |                            | Pietro II di Sicilia               |                                 |  |  |       |  |  |                         |  |  |                        |  |
|                        |                            | Elisabeth von Kärnten              | Otto III, duca di Carinzia      |  |  |       |  |  |                         |  |  |                        |  |
|                        |                            | Elisabeth von Kärnten              | Otto III, duca di Carinzia      |  |  |       |  |  |                         |  |  |                        |  |
|                        |                            | Elisabeth von Kärnten              | Euphemia von Schlesien-Liegnitz |  |  |       |  |  |                         |  |  |                        |  |
| Martí I, re di Sicilia |                            | Elisabeth von Kärnten              |                                 |  |  |       |  |  |                         |  |  |                        |  |
|                        | Artal III, signore di Luna | Lope Ferrench III, signore di Luna |                                 |  |  |       |  |  |                         |  |  |                        |  |
|                        | Artal III, signore di Luna | Lope Ferrench III, signore di Luna |                                 |  |  |       |  |  |                         |  |  |                        |  |
|                        | Artal III, signore di Luna | Eva Ximénez de Urrea               |                                 |  |  |       |  |  |                         |  |  |                        |  |
| Lope, I conte di Luna  | Artal III, signore di Luna |                                    |                                 |  |  |       |  |  |                         |  |  |                        |  |
|                        |                            | Martina Sanz d'Horta               | Pedro Artal de Huerta           |  |  |       |  |  |                         |  |  |                        |  |
|                        |                            | Martina Sanz d'Horta               | Pedro Artal de Huerta           |  |  |       |  |  |                         |  |  |                        |  |
|                        |                            | Martina Sanz d'Horta               | Sibila de Antillon              |  |  |       |  |  |                         |  |  |                        |  |
| Maria Lopes de Luna    |                            | Martina Sanz d'Horta               |                                 |  |  |       |  |  |                         |  |  |                        |  |
|                        |                            | Foulques d'Agoult                  | Raimundo III de Sault           |  |  |       |  |  |                         |  |  |                        |  |
|                        |                            | Foulques d'Agoult                  | Raimundo III de Sault           |  |  |       |  |  |                         |  |  |                        |  |
|                        |                            | Foulques d'Agoult                  | Consuelo de Fos                 |  |  |       |  |  |                         |  |  |                        |  |
| Brianda d'Agoult       |                            | Foulques d'Agoult                  |                                 |  |  |       |  |  |                         |  |  |                        |  |
|                        |                            | Alicia de Baux                     | Raimundo de Avellino            |  |  |       |  |  |                         |  |  |                        |  |
|                        |                            | Alicia de Baux                     | Raimundo de Avellino            |  |  |       |  |  |                         |  |  |                        |  |
|                        |                            | Alicia de Baux                     | Estefanía de Baux               |  |  |       |  |  |                         |  |  |                        |  |
|                        |                            | Alicia de Baux                     |                                 |  |  |       |  |  |                         |  |  |                        |  |